# Anolis barkeri
Anolis barkeri е вид влечуго от семейство Dactyloidae. Видът е световно застрашен, със статут Уязвим.

## Разпространение
Разпространен е в Мексико.

## Описание
Популацията на вида е намаляваща.